# Tripterodon
Tripterodon is een monotypisch geslacht van straalvinnige vissen uit de familie van schopvissen (Ephippidae).

## Soort
- Tripterodon orbis (Bloch, 1787)